# Ṭalab al-ʿIlm
La ṭalab al-ʿilm (in arabo ﻃﻠﺐ ﺍﻟﻌﻠﻢ‎?), ossia "ricerca della conoscenza", è stato per lunghi secoli, fino all'età contemporanea, lo strumento privilegiato dei dotti musulmani (ʿulamāʾ) attraverso il quale si entrava in contatto fisico con altri "dotti", depositari di conoscenze religiose o scientifiche, al fine di ascoltarne la testimonianza e riceverne talora l'autorizzazione (ijāza) a divulgarle nella loro patria, in applicazione del detto profetico «Uṭlub al-ʿilm wa law fī Ṣīn» (Cercate la conoscenza, foss'anche in Cina).
In un mondo come quello islamico, pur dotato di un'ottima tradizione scrittoria, la testimonianza orale ha sempre goduto di una decisa preferenza, per la convinzione che un testo scritto fosse comunque soggetto a possibili alterazioni o, addirittura, falsificazioni.
Ciò comportava la necessità di viaggiare in tutta la Dār al-Islām, spesso su immense distanze, con i non agevoli strumenti di locomozione terrestri e marini tipici dell'epoca.
Non era quindi infrequente che un maghrebino si recasse nelle comunità islamiche presenti in India e che un andaluso musulmano viaggiasse alla volta dell'Asia centrale per ascoltare un dotto che colà fosse vissuto, ascoltarne le lezioni (se le avesse tenute), registrarne il contenuto per sottoporlo alla sua approvazione, debitamente registrata, al fine di poterne diffondere al ritorno il contenuto, senza particolare timore di essere accusato di artata o involontaria falsificazione.
Contrade privilegiate per questi "viaggi di studio" erano naturalmente l'Arabia e lo Yemen (in cui l'Islam era stato predicato per la prima volta nel VII secolo), ma anche la Siria, l'Iraq, la Persia, l'Egitto e il Nordafrica (i primi paesi ad essere conquistati all'epoca del Califfato dei Rashidun, sempre nel VII secolo), ma dall'elenco non poteva mancare l'Asia centrale e l'India, nonché la Spagna musulmana e la Sicilia islamica.